# 由地慶伍
由地 慶伍（ゆち けいご、本名：由地 英樹、1964年7月30日 - ）は、大分県出身の俳優。身長185cm、体重80kg。石井光三オフィス所属。

## 人物
- 趣味 - アウトドア、テニス、ガーデニング、椅子の収集[1]。
- 特技 - 乗馬、剣道（北辰一刀流・初段）、水泳、料理[1]。
- ペット - 犬（ドーベルマン）。

## 出演

### テレビドラマ
- 大江戸を駆ける！第13話「はめられた名奉行（御成門）」（2001年） - 土屋総十郎 役
- 暴れん坊将軍XI 第2話「め組から消えた少女」（2001年） - 玉置一馬 役
- 水戸黄門
  - 第28部 第24話「恋した人は謎の隠密・赤穂」（2000年） - 大野定九郎 役
  - 第29部 第9話「老公の運命を握った女・熊野」（2001年） - 仙三 役
  - 第31部 第9話「忍びの決戦! 母娘の再会・伊賀上野」（2002年） - 八剣の十兵衛 役
  - 第33部 第22話「大対決! 八百八町は日本晴れ・江戸」（2004年） - 阿部六郎 役
  - 第35部 第15話「波瀾万丈! お娟の休日・飫肥」（2006年） - 藤野蔵人 役
  - 第36部 第12話「母と呼ばせた大相撲・出雲」（2006年） - 長尾勘助 役
  - 第41部 第9話「女意気地とニブイ奴・新宮」（2010年） - 津田又之丞 役
- 逃亡者 おりん（2007年） - 赤竜 役
- ハンチョウ〜神南署安積班〜（2009年） - 河原崎伸一 役
- 月曜ミステリー劇場
  - 「第三の時効5」（2004年） - 阿久津刑事 役
- 水曜ミステリー9
  - 「警視庁黒豆コンビ4」（2007年） - 島畑慎一郎 役
  - 「神楽坂署生活安全課3」（2007年） - 長坂仁志 役
  - 「街占師 〜北白川晶子の事件占い〜」（2008 ‐ 2012年） - 大木一郎 役
- 金曜プレステージ
  - 「所轄刑事4」（2008年） - 望月刑事 役
- 土曜ワイド劇場
  - 「デパート仕掛け人!天王寺珠美の殺人推理1」（2007年） - 大沼謙吾 役
  - 「広域警察2」（2011年） - 沢田健太郎 役
  - 「再捜査刑事・片岡悠介3」（2012年） - 杉野雄二 役
- 月曜ゴールデン
  - 「万引きGメン・二階堂雪18」（2009年） - 吉岡警部 役
  - 「医師・円城寺修1」（2011年） - 矢口純一 役
  - 「ヤメ判 新堂謙介 殺しの事件簿2」（2012年） - 真下啓介 役
- Answer〜警視庁検証捜査官 第4話（2012年）- 部長 役
- 相棒 Season21（2023年） - 薬師寺研吾 役

### 舞台
- TAIYO MAGIC FILM 第16回本公演『タイムマシン・ファミリー』（2025年公演予定）[3]